# 英國鐵路68型柴油機車

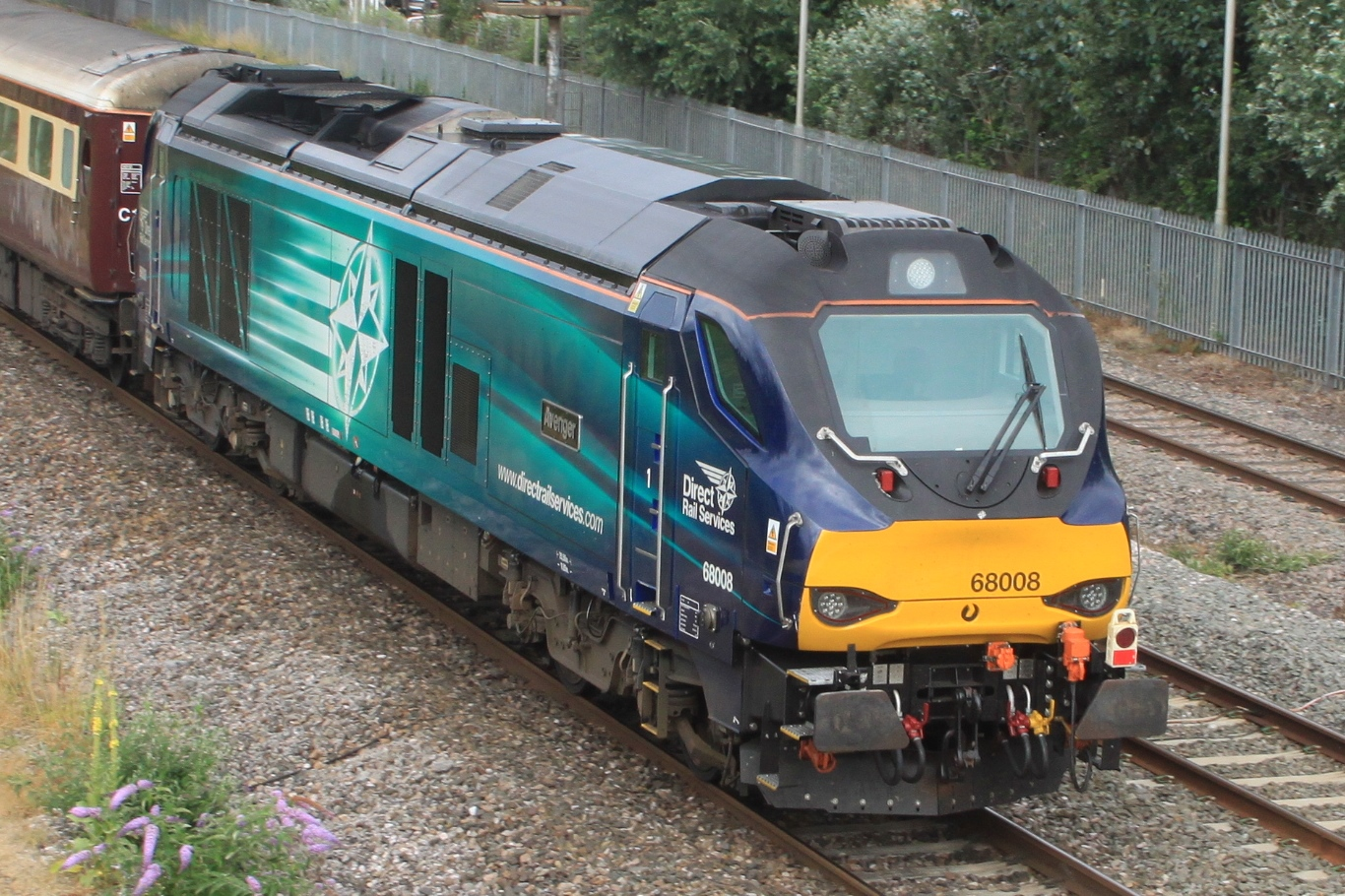
68型柴油机车

英國鐵路68型柴油機車（Class 68）是由施泰德鐵路生產的一種柴油機車。该機車设计源自斯塔德勒欧洲之光。2012年1月5日，直接鐵路服務宣布订购15辆68型柴油機車，其中第一辆于2014年1月運抵英国。